# Довникович, Боривой
Бориво́й Довнико́вич-Бордо́ (хорв. Borivoj Dovniković-Bordo; 12 декабря 1930, Осиек, Югославия, ныне Хорватия — 8 февраля 2022, Загреб, Хорватия) — хорватский кинорежиссёр-аниматор и художник-карикатурист.

## Биография
Работал карикатуристом, иллюстратором и графическим дизайнером в печати. Один из зачинателей загребской школы рисованного фильма. Ещё в 1949 году участвовал в создании анимационной картины «Большой митинг». Был одним из создателей (1972) Загребского международного фестиваля анимации; в 1985—1991 годах был председателем отборочного комитета и художественным руководителем. В 1977—1982 годах — член Совета АСИФА, а в 1994—2000 годах — генеральный секретарь АСИФА. Многие его фильмы отмечены премиями международных кинофестивалей.
Автор учебного пособия «Как делать мультфильм» (1983), переведённого на многие европейские языки.

## Избранная фильмография

### Режиссёр
- 1961 —  / Slućaj opakog misa
- 1964 — Без названия / Bez Naslova
- 1965 — Церемония / Ceremonija
- 1966 — Любопытный / Znatiželja
- 1968 — Крек / Krek
- 1969 — Странная птица / Čudna Ptica
- 1970 — Любители цветов / Ljubitelji Cvijeća
- 1973 — Пассажир второго класса / Putnik drugog razreda
- 1978 — Школа ходьбы / Škola hodanja
- 1982 — День жизни / Jedan Dan Života
- 1989 — Волнующая любовная история / Uzbudljiva ljubavna prica
- 1989 — Анимированные автопортреты / Animated Self-Portraits

### Сценарист
- 1964 — Без названия / Bez Naslova
- 1965 — Церемония / Ceremonija
- 1966 — Музыкальный поросёнок / Muzikalno prase
- 1966 — Любопытный / Znatiželja
- 1968 — Крек / Krek
- 1973 — Пассажир второго класса / Putnik drugog razreda
- 1978 — Школа ходьбы / Škola hodanja
- 1989 — Волнующая любовная история / Uzbudljiva ljubavna prica

### Оператор
- 1968 — Крек / Krek

### Художник
- 1978 — Школа ходьбы / Škola hodanja

## Награды
- 1967 — приз Международного кинофестиваля в Лейпциге («Любопытный»)
- 1968 — приз «Серебряный медведь» - специальный приз за лучший короткометражный фильм 18-го Берлинского международного кинофестиваля («Крек»)
- 2002 — Премия Владимира Назора